# Offro fame, sete, marce forzate, battaglie e morte

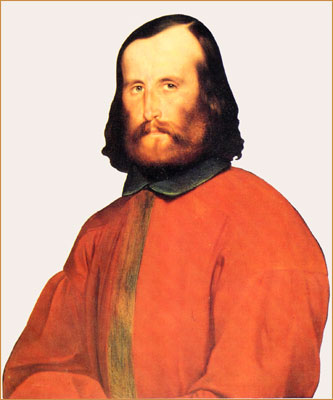
Garibaldi nel 1848

«Offro fame, sete, marce forzate, battaglie e morte» è il passaggio più celebre del discorso che Giuseppe Garibaldi rivolse il 2 luglio 1849 ai combattenti della Repubblica Romana, dopo la resa di fronte all'esercito francese del generale Oudinot, per convincerli a seguirlo a Venezia e proseguire lì la lotta per un'Italia indipendente e repubblicana.

## Contenuti

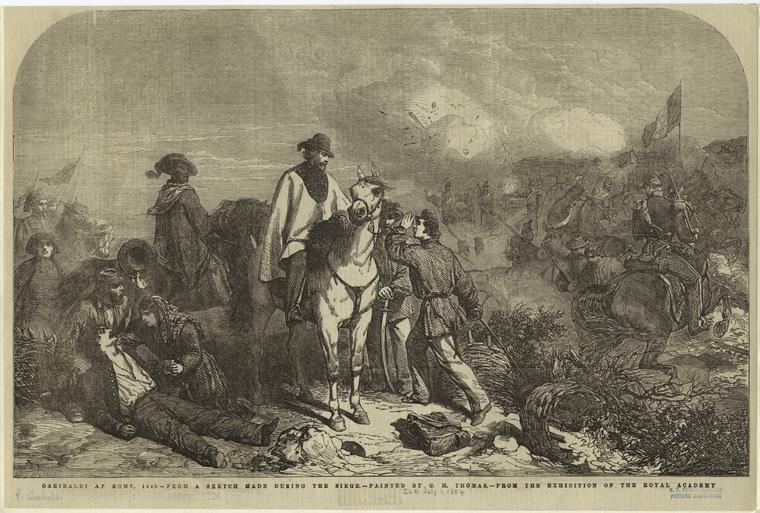
Garibaldi, Aguyar (a cavallo) e Nino Bixio durante l'assedio di Roma. Disegno del 1854 di William Luson Thomas basato sullo schizzo di George Housman Thomas realizzato nel 1849

L'assedio di Roma ebbe luogo fra il 3 giugno e il 2 luglio 1849, quando l'esercito francese inviato dal presidente della Seconda Repubblica francese Luigi Napoleone, tentò per la seconda volta l'assalto a Roma, capitale della Repubblica Romana. 
Il 30 giugno a mezzogiorno, Garibaldi, mentre stava disperatamente combattendo all'arma bianca nei pressi di Villa Spada al Gianicolo, fu convocato in Campidoglio dall'Assemblea capitolina. Aveva il volto sudato, la camicia rossa strappata e coperta di fango e di sangue, lo sciabolone storto.
Garibaldi propose l'evacuazione dell'esercito e la continuazione della lotta. Di fronte all'Assemblea pronunciò un discorso che può essere considerato il preambolo di quello che rivolse alle truppe due giorni dopo: «Dovunque saremo, là sarà Roma. Ricordatevi però, signori miei, che non troverete più gli agi di Roma, le comode abitazioni, i vostri caffè, i vostri pranzi. Voi dormirete a ciel sereno spesso, talvolta sotto la pioggia. Camminerete sotto la sferza del sole, non sempre in carrozza. Mangerete quel che si potrà e, al bisogno, i nostri cavalli. Pensateci bene e decidete subito».
Dopo una breve discussione, l'Assemblea decise la resa della Repubblica romana e nominò Garibaldi generale in capo dell'esercito. 
Il 2 luglio 1849 il generale adunò i legionari in piazza San Pietro con la ferma intenzione di raggiungere Venezia che seguitava a difendere la sua indipendenza.
Disse loro: «La fortuna che oggi ci tradì, ci arriderà domani.  Io esco da Roma. Chi vuol continuare la guerra contro lo straniero, venga con me. Non offro né paga, né quartiere, né provvigioni, non ozi molli; offro fame, sete, marce forzate, battaglie e morte. Acqua e pane quando se ne avrà. Chi ha il nome d'Italia non sulle labbra soltanto ma nel cuore, mi segua.».
Diede appuntamento per le 18 in piazza San Giovanni, dove trovò circa 4 000 armati, ottocento cavalli e un cannone: alle 20 uscì dalla città seguito dalle truppe. Al suo fianco c'era la moglie Anita vestita da legionario, incinta, col viso livido per le febbri malariche. Tra gli uomini che s'incolonnarono dietro, c'erano Ciceruacchio con i due figli, padre Ugo Bassi, il colonnello sudamericano Ignacio Bueno, Achille Sacchi e il maggiore dei bersaglieri Gustav von Hoffstetter. I romani applaudirono stancamente.

## Eventi successivi

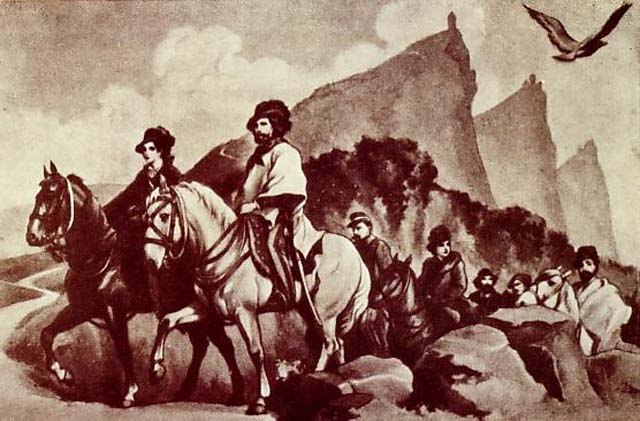
Giuseppe ed Anita Garibaldi in marcia da Roma all'Adriatico

Il discorso fu il preannuncio di ciò che in effetti accadde. 
Garibaldi uscì da Roma diretto a Valmontone. Qui l'aspettava l'esercito del Regno delle Due Sicilie. A Zagarolo fece un'inversione di marcia e, la mattina del 3 luglio raggiunse Tivoli. Calata la notte, si diresse a Monterotondo. 
Nel frattempo i napoletani lo aspettavano al confine abruzzese e i francesi del generale Oudinot a Civita Castellana. In Umbria e nelle Marche erano giunti gli austriaci. 
Dopo essersi accampato a Poggio Mirteto, l'8 luglio Garibaldi raggiunse Terni. A Todi, tre giorni dopo, la colonna si era ridotta a 2500 uomini. Di lì, il giorno 13, raggiunsero Orvieto e poi puntarono verso il confine toscano che attraversarono la sera del 15 luglio, a Ficulle. 
Giunti a Cetona, i volontari furono accolti trionfalmente, rifocillati e fatti alloggiare. Le accoglienze si ripeterono a Sarteano e a Montepulciano. La marcia continuò per Torrita, Foiano e Arezzo, dove però gli chiusero le porte della città. 
Nel frattempo stavano sopraggiungendo gli austriaci. Attraversato nuovamente il Tevere, il 26 luglio, Garibaldi giunse a San Giustino, per poi percorrere la Bocca Trabaria, che superò con duemila uomini. 
A Sant'Angelo di Vado si trovò davanti gli austriaci del generale Philipp von Stadion, ma riuscì a sfuggirgli pur senza evitare alcune perdite della retroguardia, in uno scontro con gli ussari ungheresi. Questo fatto provocò altre diserzioni, tra le quali quella di Ignacio Bueno. 
Il 29 luglio, con millecinquecento uomini trovò rifugio a San Marino che si offrì di mediare con gli austriaci. Il 1º agosto, tuttavia, Garibaldi e i suoi uomini raggiunsero nottetempo Cesenatico, sfilando sotto il naso del nemico che circondava il Monte Titano. Ivi, il nizzardo sperava di trovare le imbarcazioni necessarie per raggiungere Venezia. Ne trovarono tredici e, il 2 agosto, si imbarcarono, nonostante il mare grosso. 
Con la bonaccia, una flottiglia austriaca prese a cannoneggiarli e riuscì a catturare otto imbarcazioni con 125 volontari a bordo che furono portati a Pola. Gli altri cinque bragozzi presero terra a Magnavacca, oggi Porto Garibaldi. Da lì i superstiti si divisero in piccoli gruppi. Ugo Bassi, Ciceruacchio e i suoi figli saranno presto catturati dagli austriaci e giustiziati. 
Anita, nel frattempo, era ormai allo stremo. Garibaldi la prese in braccio, percorrendo circa quattrocento metri di fondale basso, poi chiese una casa per farla riposare. Trovò un letto alla fattoria Guiccioli, in località Le Mandriole. Fece appena in tempo ad adagiarla che Anita spirò.

## Riferimenti in discorsi di altri oratori
Il discorso di Garibaldi del 2 luglio 1849 fu preso come riferimento da molti oratori successivi.
Theodore Roosevelt pronunciò una frase simile a quella di Garibaldi in un discorso all'US Naval War College il 2 giugno 1897, a seguito della sua nomina a Vice Segretario della Marina: «Ogni uomo in mezzo a noi è il più adatto per soddisfare i compiti e le responsabilità della cittadinanza a causa dei pericoli sui quali, in passato, la nazione ha trionfato, a causa del sangue, del sudore e delle lacrime, del lavoro e dell'angoscia, attraverso i quali, nei giorni che sono passati, i nostri antenati riuscirono a trionfare».
Winston Churchill, soldato appassionato, aveva pensato, da giovane, di scrivere una biografia di Garibaldi. È comunemente ritenuto che, nel comporre il suo primo discorso da premier alla Camera dei Comuni il 13 maggio 1940 abbia preso spunto da Garibaldi. La tematica di Churchill è stata definita una "citazione diretta" dal discorso di Roosevelt e, attraverso questi, del discorso di Garibaldi.
La più famosa frase di tale discorso «Non ho nulla da offrire se non sangue, fatica, lacrime e sudore», infatti, è considerata una parafrasi di quella pronunciata il 2 luglio 1849 dall'Eroe dei due mondi.